# Qarchak
Qarchak (persiska قرچک) är en stad i provinsen Teheran i norra Iran. Den ligger söder om huvudstaden Teheran och har cirka 230 000 invånare. Staden är administrativt centrum för delprovinsen (shahrestan) Qarchak.